# Cheilotoma erythrostoma
Cheilotoma erythrostoma — вид листоїдів з підродини клітрини. Зустрічається в Італії, Болгарії, Румунії, Криму, на півдні Росії і на Кавказі.

## Субвідовие таксони
- Cheilotoma erythrostoma ab. italica
- Cheilotoma erythrostoma erythrostoma